# 強·法夫洛
強納森·「強」·法夫洛（英語：Jonathan "Jon" Favreau，1966年10月19日—），美國電影演員、編劇與導演。法洛出生於紐約州法拉盛，擁有猶太與意、法血統，是在1993年時參與運動電影《豪情好傢伙》（Rudy）的演出而出道，並於自己編劇的電影《求愛俗辣》（Swingers）中擔任主角。除了演戲與編劇外，法夫洛也擔任過多部電影的導演，其中包括以漫威漫畫的超級英雄故事改編而成的賣座電影《鋼鐵人》系列、《蜘蛛人》系列，法夫洛也在片中參與演出，飾演主角「鋼鐵人」東尼·史塔克的司機兼好友快樂·霍根。

## 個人生活
強·法夫洛的母親是猶太人，父親是意大利血統和法裔加拿大人血統的天主教徒。強·法夫洛曾經就讀希伯來學校，並且他接受了猶太教的成年禮（Bar Mitzvah）儀式。

## 參與作品

### 演員
- 電影：
  - 《豪情好傢伙》（Rudy，1993年）
  - 《求愛俗辣（英语：Swingers (1996 film)）》（Swingers，1996年)
  - 《彗星撞地球》（Deep Impact，1998年）
  - 《寶貝好壞（英语：Very Bad Things）》（Very Bad Thing，1998年）
  - 《十全大補男》（The Replacements，2000年）
  - 《夜魔俠》（Daredevil，2003年）
  - 《球戀大滿貫》（Wimbledon，2004年）
  - 《鋼鐵人》（Iron Man，2008年）
  - 《鼠膽妙算》（G-Force，2009年）：配音演出
  - 《鋼鐵人2》（Iron Man 2，2010年）
  - 《精裝群獸追女仔》（Zookeeper，2011年）：配音演出
  - 《異星爭霸戰：尊卡特傳奇》（John Carter，2012年）
  - 《竊資達人》（Identity Thief，2013年）
  - 《鋼鐵人3》（Iron Man 3，2013年）
  - 《華爾街之狼》（The Wolf of Wall Street，2013年）
  - 《五星主廚快餐車》（CHEF，2014年）
  - 《與森林共舞》（The Jungle Book，2016年）：配音演出
  - 《蜘蛛人：返校日》（Spider-Man: Homecoming，2017年）
  - 《復仇者聯盟3：無限之戰》（Avengers: Infinity War，2018年）
  - 《復仇者聯盟4：終局之戰》（Avengers: Endgame，2019年）
  - 《蜘蛛人：離家日》（Spider-Man: Far From Home，2019年）
  - 《蜘蛛人：無家日》（Spider-Man: No Way Home，2021年）
  - 《死侍與狼人》（Deadpool & Wolverine，2024年）
- 電視劇：
  - （Friends）：客串演出摩妮卡的富豪男友
  - （Seinfeld）：客串演出爬梯里的小丑
  - 《無限可能：假如…？》（What If...?，2021-2023年）

### 導演
- 《製造（英语：Made (2001 film)）》（2001年）
- 《精靈總動員》（Elf，2003年）
- 《逃出科幻紀》（Zathura，2005年）
- 《鋼鐵人》（Iron Man，2008年）
- 《鋼鐵人2》（Iron Man 2，2010年）
- 《牛仔和外星人》（Cowboys & Aliens，2011年）
- 《五星主廚快餐車》（CHEF，2014年）
- 《與森林共舞》（The Jungle Book，2016年）[8]
- 《獅子王》（The Lion King，2019年）
- 《曼達洛人》（The Mandalorian，2019年）